# Smirodava
Smirodava este o companie producătoare de tricotaje din România, înființată în anul 1977, parte a grupului Caremil.
Număr de angajați în 2011: 250
Cifra de afaceri în 2010: 8,1 milioane lei